# Johann Lasi
Johann Lasi, avstro-ogrski podčastnik, vojaški pilot in letalski as, * 1890, Katy, Bacs-Bodrog.
Stabfeldwebel Lasi je v svoji vojaški službi dosegel 5 zračnih zmag.

## Življenjepis
Med prvo svetovno vojno je bil pripadnik Flik 6.

## Odlikovanja
- srebrna medalja za hrabrost